# Hassan II. (Imam)
Hassan II. (persisch حسن على ذكره السلام, DMG Ḥasan ʿalā ḏikrihi s-salām; † 9. Januar 1166) war der 23. Imam der Schia der Nizari-Ismailiten und vierte Herrscher von Alamut.

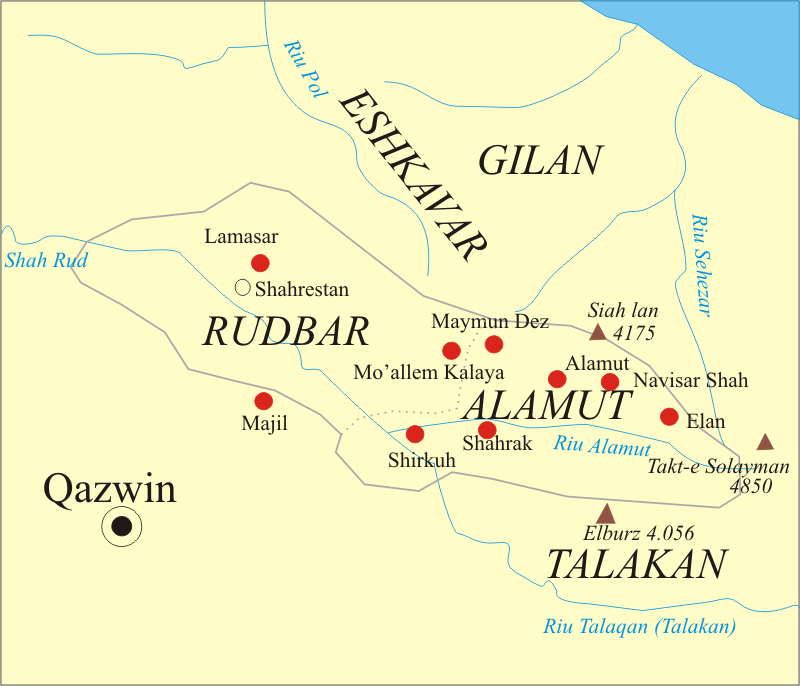
Der Ismailitenstaat von Alamut in Nordpersien.

Gemäß der bis heute in seiner Schia gültigen Doktrin war Hassan II. der leibliche Sohn des 22. Imams al-Qahir († vor 1164). So habe seine Genealogie „ibn al-Qahir ibn al-Muhtadi ibn al-Hadi ibn Nizar“ gelautet, die ihn also zu einem direkten Nachkommen des 19. Imams Nizar († 1095) machte, auf dem sich die ihm anhängende Schia der Ismailiten berief. Die ältesten erhaltenen Überlieferungen zu dieser Genealogie stammen allerdings aus dem 15. und 16. Jahrhundert, weshalb sie als obskur gilt.
Denn der Überlieferung des Ata al-Mulk Dschuwaini nach, war Hassan II. tatsächlich der leibliche Sohn des Muhammad ibn Buzurg-Umid († 1162), des dritten Herrschers von Alamut, welcher den Ismailitenstaat nach außen hin repräsentierte, während die Imame im Verborgenen (ġaiba) lebten. Dazu ist allerdings anzumerken, dass der Sunnit und Gefolgsmann der Mongolen Dschuwaini in seinen Schilderungen über die aus seinem Standpunkt häretische Ismailitensekte äußerst voreingenommen und parteiisch berichtet hat, was auch für die sunnitische Geschichtsschreibung im Allgemeinen gilt. So berichtet er, dass der Sohn des Muhammad ibn Buzurg-Ummid schon zu dessen Lebzeiten von der Gemeinschaft als kommender Imam verehrt worden sei, was den Vater überaus erzürnt und zur Verhängung schwerster Strafen bis zum Tod gegen jene verleitet hätte, die solche Ansichten verbreiteten. Hassan II. aber habe diesen Geschichten geglaubt und sich als kommender Imam gebärdet. Dschuwaini überlieferte dazu diverse von den Ismailiten gestreute Geschichten, wonach Imam Hassan II. ein dem Muhammad bin Buzurg-Umid Untergeschobener, tatsächlich aber ein Sohn des verborgenen Imams al-Qahir gewesen sei, dessen Eigenname ebenfalls Hassan (I.) gelautet habe.
Als Muhammad ibn Buzurg-Umid 1162 gestorben war, hat Hassan II. diesem in der Herrschaft über Alamut nachfolgen können. Zwei Jahre darauf hat er sich seiner Schia gegenüber als Stellvertreter (ḫalīfa) des verborgenen Imams offenbart und in dessen Namen den Anbruch des „jüngsten Tages“ verkündet. Dazu hat Hassan II. am siebzehnten Tag des Monats Ramadan 559 AH (8. August 1164) in Alamut das messianische Fest von der „Auferstehung der Auferstehung“ (qijāmat al-qijāmah) begangen und die damit verbundene Aufhebung der Scharia verkündet. Von Vertretern des orthodoxen Islam der Sunna ist dies als Irrlehre und ihre Anhänger deshalb als ketzerische Glaubensabtrünnige (malāḥida) verurteilt wurden. Seine ihm ergebene Gefolgschaft aber hat ihm den Ehrentitel „auf seine Erwähnung werde Frieden“ gegeben und seine Verkündigung als geltendes Dogma angenommen.
Am sechsten Tag des Monats Rabi I 561 AH (9. Januar 1166) wurde Hassan II. in der Burg Lamassar (Provinz Qazvin) von einem Schwager aus der Buyiden-Dynastie ermordet. Sein Nachfolger wurde sein Sohn Nur ad-Din Muhammad.
Hassan II. selbst hat nicht das Imamat für sich beansprucht, allerdings haben ihn seine Anhänger und sein Sohn als solchen zu erkennen geglaubt. Der Sohn hat schließlich das Hervortreten des Imamats offiziell gemacht, indem er seinen Vater als den tatsächlich aus der Verborgenheit getretenen Imam anerkannt hat. Die genealogische Abstammung des 23. Imams vom 19. Imam Nizar gilt nach wie vor in der Schia der Nizariten/Ismailiten als historische Tatsache.